# Fylkesväg 31
Fylkesväg 31 (norska: Fylkesvei 31) är en primär fylkesväg i Røros kommun i Trøndelag fylke i Norge som går mellan tätorten Røros och svenska gränsen vid Vauldalen. Vägen är 45,7 kilometer lång och asfalterad. Den passerar bland annat genom byn Brekken.
Vägen ansluter till:
- Fylkesväg 30 (vid Røros)
- Fylkesväg 705 (vid Brekken)
- Riksväg 84 i Sverige (vid Vauldalen)